# Steve Angello

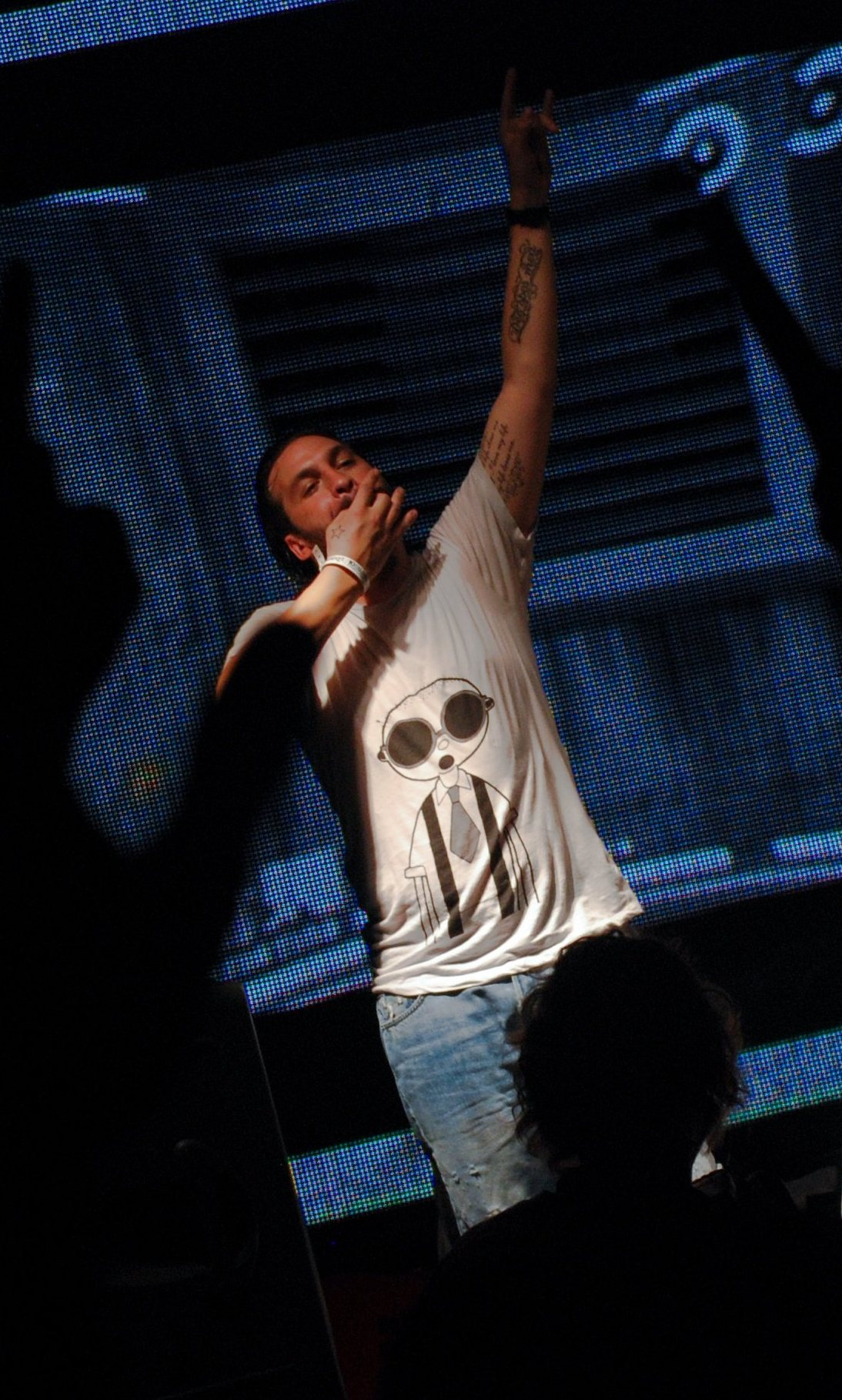
Steve Angello

Steve Angello (născut Steven Angello Josefsson Fragogiannis pe 22 noiembrie 1982, Atena, Grecia) este un DJ de muzică house care aparține trupei muzicale Swedish House Mafia. Deține și o casă de discuri numită Size Records. Are origini suedeze și grecești.

## Albume
- Ibiza 4AM (2005) cu Sebastian Ingrosso
- Stadium Electro (2007)
- Sessions (2009)
- The Yearbook (2009)
- Size Matters (2010) Mixed With AN21

## Discuri single
- 2011 Who's Who? - Yeah
- 2011 Steve Angello & Alex Metric - Open Your Eyes
- 2010 Steve Angello - Rave 'N' Roll
- 2010 Steve Angello - KNAS
- 2009 Steve Angello & AN21 - Valodja
- 2009 Steve Angello - Tivoli
- 2009 Steve Angello - Monday
- 2009 Axwell, Sebastian Ingrosso, Steve Angello, Laidback Luke Feat. Deborah Cox - Leave the World Behind
- 2009 Steve Angello - Isabel
- 2009 Steve Angello & AN21 - Flonko
- 2009 Steve Angello - Alpha Baguera
- 2009 Steve Angello & Laidback Luke featuring Robin S. - "Show Me Love" UK #11
- 2009 Steve Angello - La Candela Viva
- 2009 Steve Angello - Rolling
- 2009 Mescal Kid - Do You Want It ?
- 2008 Mescal Kid - Magic
- 2008 Steve Angello & Sebastian Ingrosso - Partouze
- 2008 Buy Now! - Body Crash (with Sebastian Ingrosso)
- 2008 Steve Angello - Gypsy
- 2008 Who's Who? - Klack
- 2008 Steve Angello & Sebastian Ingrosso- 555
- 2007 Steve Angello & Sebastian Ingrosso - Umbrella
- 2007 Steve Angello - Sansation
- 2007 Axwell, Angello, Ingrosso & Laidback Luke - Get Dumb
- 2007 Steve Angello & Laidback Luke - Be
- 2006 Steve Angello - Teasing Mr. Charlie / Straight
- 2006 Supermode - Tell Me Why (with Axwell)
- 2006 Who's Who? - Sexy F**k
- 2006 Steve Angello & Laidback Luke - Otherwize Then
- 2005 Buy Now - For Sale (with Sebastian Ingrosso)
- 2005 Steve Angello & Sebastian Ingrosso - 82-83
- 2005 Fuzzy Hair vs. Steve Angello - In Beat
- 2005 Audio Bullys & Steve Angello – Get Get Down
- 2005 Who's Who? - Lipstick
- 2005 Steve Angello & Sebastian Ingrosso- Yeah
- 2005 Who's Who? - Copycat
- 2005 Who's Who? - Not So Dirty
- 2005 Steve Angello- Euro
- 2005 Steve Angello- Acid
- 2004 Eric Prydz & Steve Angello - Woz Not Woz
- 2004 Steve Angello - The Look (I Feel Sexy)
- 2004 Steve Angello & Dave Armstrong - Groove In You
- 2004 General Moders (Steve Angello & Sebastian Ingrosso)- Touch The Sky
- 2004 Mode Hookers (Steve Angello & Sebastian Ingrosso)- Swing Me Daddy
- 2004 Steve Angello- Humanity 2 Men
- 2004 Steve Angello- Summer Noize
- 2004 Steve Angello- The Rain
- 2004 Steve Angello- Tribal Inc.
- 2004 Steve Angello- Sansation
- 2004 Steve Angello- Funked
- 2004 Steve Angello- Wear It Out
- 2004 Steve Angello- Yourself
- 2004 Steve Angello & Sebastian Ingrosso- Yo Yo Kidz
- 2004 Steve Angello- Only Man
- 2003 Steve Angello - Voices
- 2003 The Sinners (Steve Angello & Sebastian Ingrosso)- Under Pressure
- 2003 The Sinners (Steve Angello & Sebastian Ingrosso)- Sad Girls
- 2003 The Sinners (Steve Angello & Sebastian Ingrosso)- Keep On Pressing
- 2003 The Sinners (Steve Angello & Sebastian Ingrosso)- One Feeling
- 2003 Steve Angello- Fresh Coffee
- 2003 Steve Angello- Oche
- 2003 Steve Angello- Close 2 Pleasure
- 2003 Steve Angello- Player
- 2003 Steve Angello- Push Em' Up
- 2003 A&P Project (Steve Angello & Eric Prydz)- Sunrize
- 2003 Steve Angello- Dirty Pleasure
- 2003 Steve Angello- Rhythm Style
- 2003 Steve Angello- Young as Funk
- 2003 Outfunk (Steve Angello & Sebastian Ingrosso)- Lost In Music
- 2002 Outfunk (Steve Angello & Sebastian Ingrosso)- Echo Vibes
- 2001 Outfunk (Steve Angello & Sebastian Ingrosso)- I Am The One
- 2001 Outfunk (Steve Angello & Sebastian Ingrosso)- All I Can Take
- 2001 Outfunk (Steve Angello & Sebastian Ingrosso)-Bumper

## Remixuri
- 2011 Tim Mason - The Moment (Steve Angello Edit)
- 2010 Pendulum - The Island (Steve Angello, AN21 & Max Vangeli Remix)
- 2010 Magnetic Man - Perfect Stranger (Steve Angello Remix)
- 2010 Kris Menace - Lockhead (Steve Angello Edit)
- 2010 Harry Romero, Junior Sanchez & Alexander Technique feat. Shawnee Taylor - Where You Are (Steve Angello Edit)
- 2010 Congorock - Babylon (Steve Angello Edit)
- 2009 Cheryl Cole feat. Will.i.am - 3 Words (Steve Angello Remix)
- 2009 Christian Smith & John Selway - Move!
- 2009 Kim Fai - P.O.V.
- 2008 Flash Brothers - Palmito (Steve Angello RMX)
- 2008 DJ Tocadisco - Da Fuckin' Noize (Steve Angello Remix)
- 2007 Hard-Fi - Suburban Knights (Angello & Ingrosso Remix)
- 2007 Fergie - London Bridge
- 2007 Robyn With Kleerup - With Every Heartbeat (Steve Angello Dub)
- 2006 Laidback Luke Feat. Stephen Granville - Hypnotize (Steve Angello Remix)
- 2006 Ultra DJ's - Me & U (Steve Angello & Sebastian Ingrosso Edit)
- 2006 Justin Timberlake - My Love (Steve Angello & Sebastian Ingrosso Remix)
- 2006 Innersphere Aka Shinedoe - Phunk (Steve Angello Re-Edit)
- 2005 In-N-Out - EQ-Lizer (Angello & Ingrosso Remix)
- 2005 Alex Neri - Housetrack
- 2005 MBG & SDS - New Jack
- 2005 Steve Lawler - That Sound (Steve Angello & Sebastian Ingrosso Remix)
- 2005 Robbie Rivera & StoneBridge - One Eye Shut (Steve Angello & Sebastian Ingrosso Remix)
- 2005 Naughty Queen - Famous & Rich (Angello & Ingrosso Remix)
- 2005 Moby - Raining Again
- 2005 Sahara - Everytime I Feel It (Steve Angello Remix)
- 2005 Roman Flügel - Geht's Noch?
- 2005 Deep Dish - Say Hello (Angello & Ingrosso Remix)
- 2005 Röyksopp - 49 Percent (Angello & Ingrosso Remix)
- 2005 DJ Rooster & Sammy Peralta - Shake It (Steve Angello Mix)
- 2005 Armand Van Helden Feat. Tekitha Presents Sahara - Everytime I Feel It
- 2004 Benjamin Bates - Whole (The Steve Angello Mixes)
- 2004 Eric Prydz - Call On Me (Mode Hookers Remix by Steve Angello & Sebastian Ingrosso)
- 2004 Phase 2 - Voodoo Love
- 2004 Eurythmics - Sweet Dreams (Steve Angello Remix)
- 2004 Room 5 - U Got Me
- 2004 Mohito - Slip Away
- 2004 Touché - She's At The Club / The Body Clap
- 2004 DJ Rooster & Sammy Peralta - Shake It
- 2004 DJ Luccio - No Fear
- 2004 DJ Flex And Sandy W - Love For You (Angello & Ingrosso Remix)
- 2004 Magnolia - It's All Vain (Steve Angello Remix)
- 2004 Deepgroove - Electrik / Diva (In My House)